# Erich Daluege
Erich Johannes Robert Daluege (* 10. Juni 1895 in Kreuzburg/Oberschlesien; † 6. Februar 1959 in Urberach, Hessen) war ein deutscher Landrat.

## Leben und Wirken
Er war der Sohn eines mittleren Beamten und älterer Bruder von Kurt Daluege. Zum 20. Juli 1925 trat er der NSDAP bei (Mitgliedsnummer 11.463). Als SS-Sturmführer war Daluege zunächst in Schweidnitz tätig, bevor er ab Mai 1934 vertretungsweise als Landrat im Kreis Goldberg eingesetzt wurde. Mit Wirkung vom 1. Februar 1935 übernahm er definitiv dieses Amt. Im September 1941 wurde er als Landrat in den Landkreis Meseritz versetzt. Er blieb bis gegen Ende des Zweiten Weltkrieges im Amt.
In der SS stieg er zum Obersturmbannführer auf (SS-Nummer 30.842).